# Village modéliste de Babbacombe
Babbacombe Model Village & Gardens (litt. : « village et jardins miniatures de Babbacombe ») est un village miniature et de modélisme ferroviaire situé à Babbacombe (en), à Torquay dans le comté de Devon en Angleterre.
Le village modéliste fut ouvert en 1963 par Tom Dobbins,. M. Dobbins avait déjà ouvert un autre village modéliste à Southport en 1957.

## Paysage Miniature
Le site est situé sur environ 4 acres (1,6 hectare). Il y a plus de 400 modèles de avec environ 300 mètres de circuit de train miniature dans le village. Le village modéliste représente une ville entièrement fictive dont de nombreux bâtiments  sont inspirés de prototypes et de paysages connus du Royaume-Uni, parmi lesquels Stonehenge et The Shard.
Les noms des magasins et autres bâtiments comprennent des jeux de mots humoristiques, tels que Amanda Lofe - la Maison du Pain Et des Gâteaux[pourquoi ?], Ivor Faggot Butcher (I've a Faggot — litt.« j'ai un faggot », une référence à un plat de viande britannique (en)), A. Kingbody Centre Sportif (Aching Body — litt.« corps endolori ») et Terry Bull Jardinage Service, Décorateurs (« terrible »).

## Modèles populaires
Certains des modèles les plus populaires du village sont la maison en feu, le site de Stonehenge, Le Shard, la scène d'intérieur du soap opera EastEnders et le château du dragon.

## Dans les médias
Le village modéliste est apparu dans un épisode des Vacances de Ma Vie (en) en 2014 avec Len Goodman (en). Il est également apparu dans The One Show (en) la même année.

## Illuminations
Durant les mois d'été, le Babbacombe Model Village est ouvert jusqu'à 22 h 30 les week-ends et propose des illuminations du village. Le Shard au centre du village est également allumé.

## Galerie

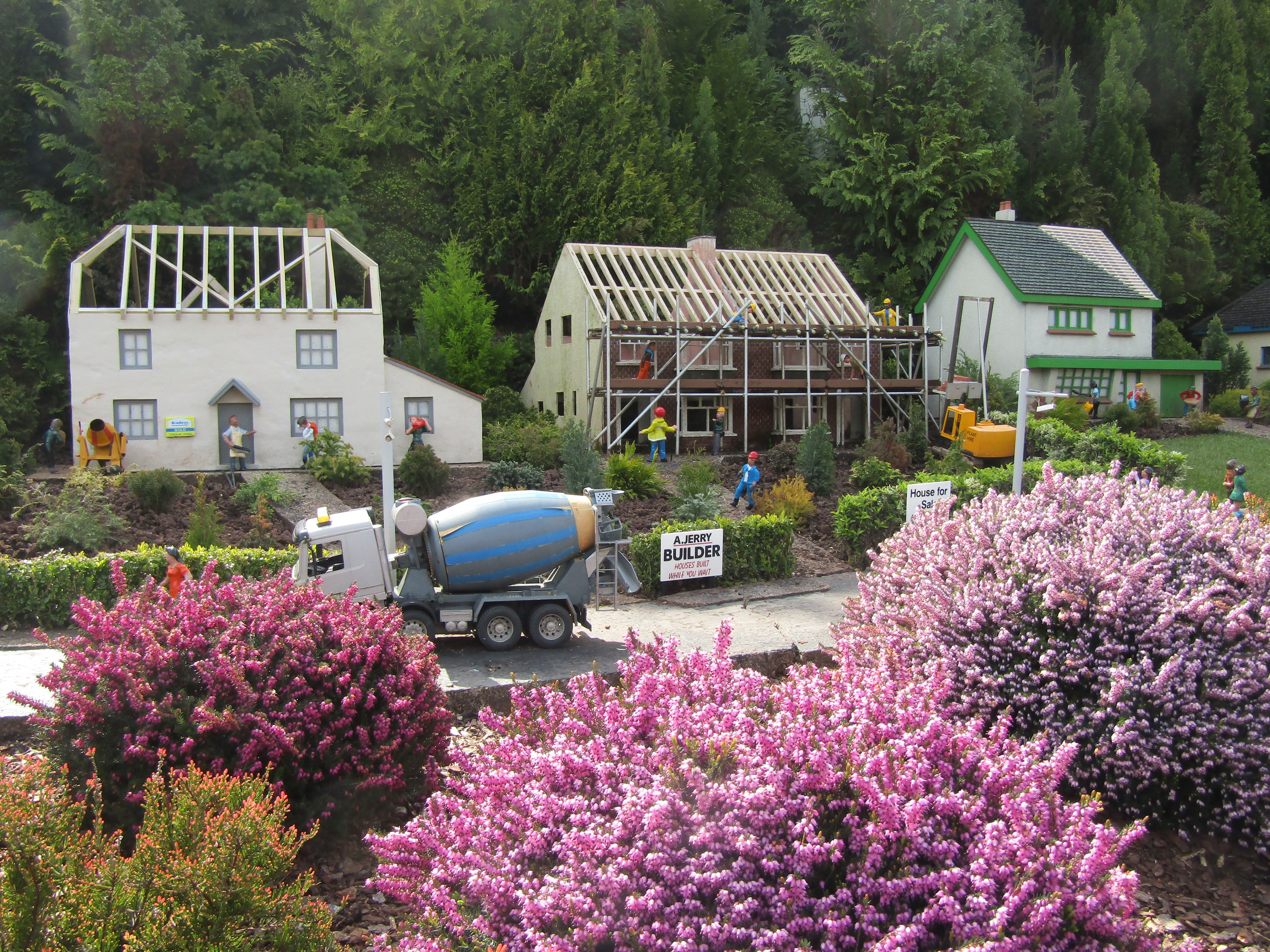
Mise en scène d'un chantier de construction.
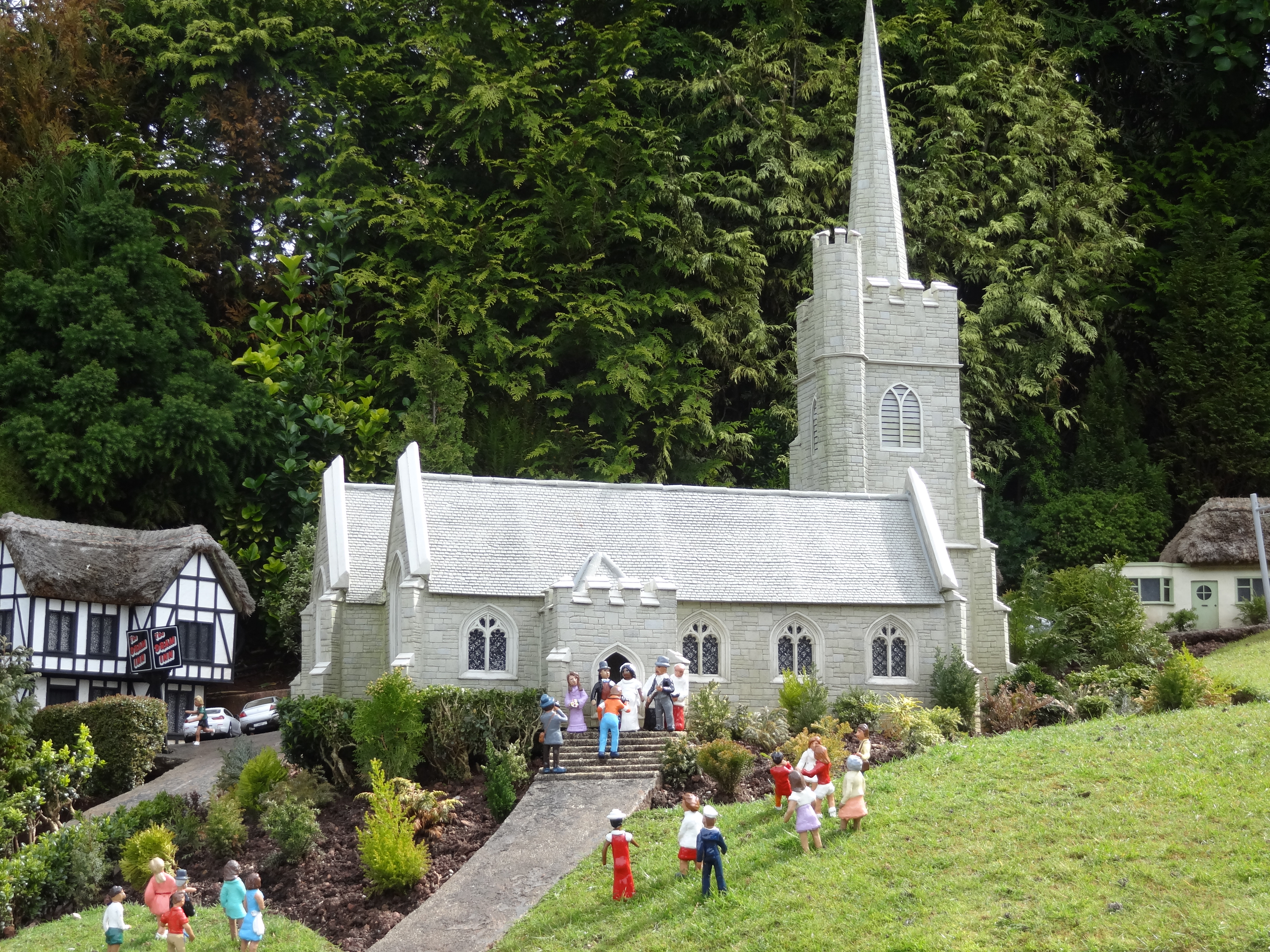
Scène de mariage devant l'église.
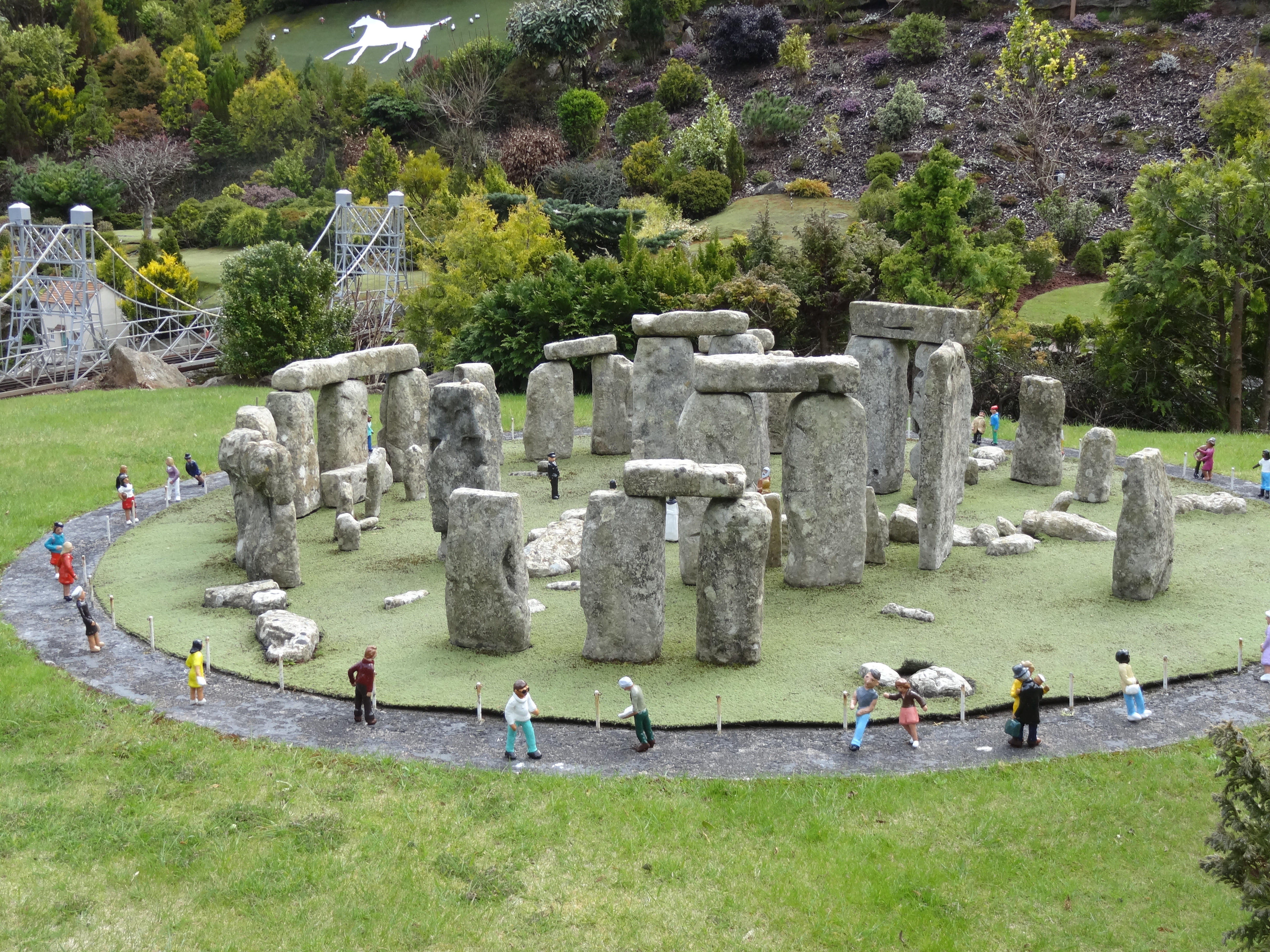
Reproduction de Stonehenge.
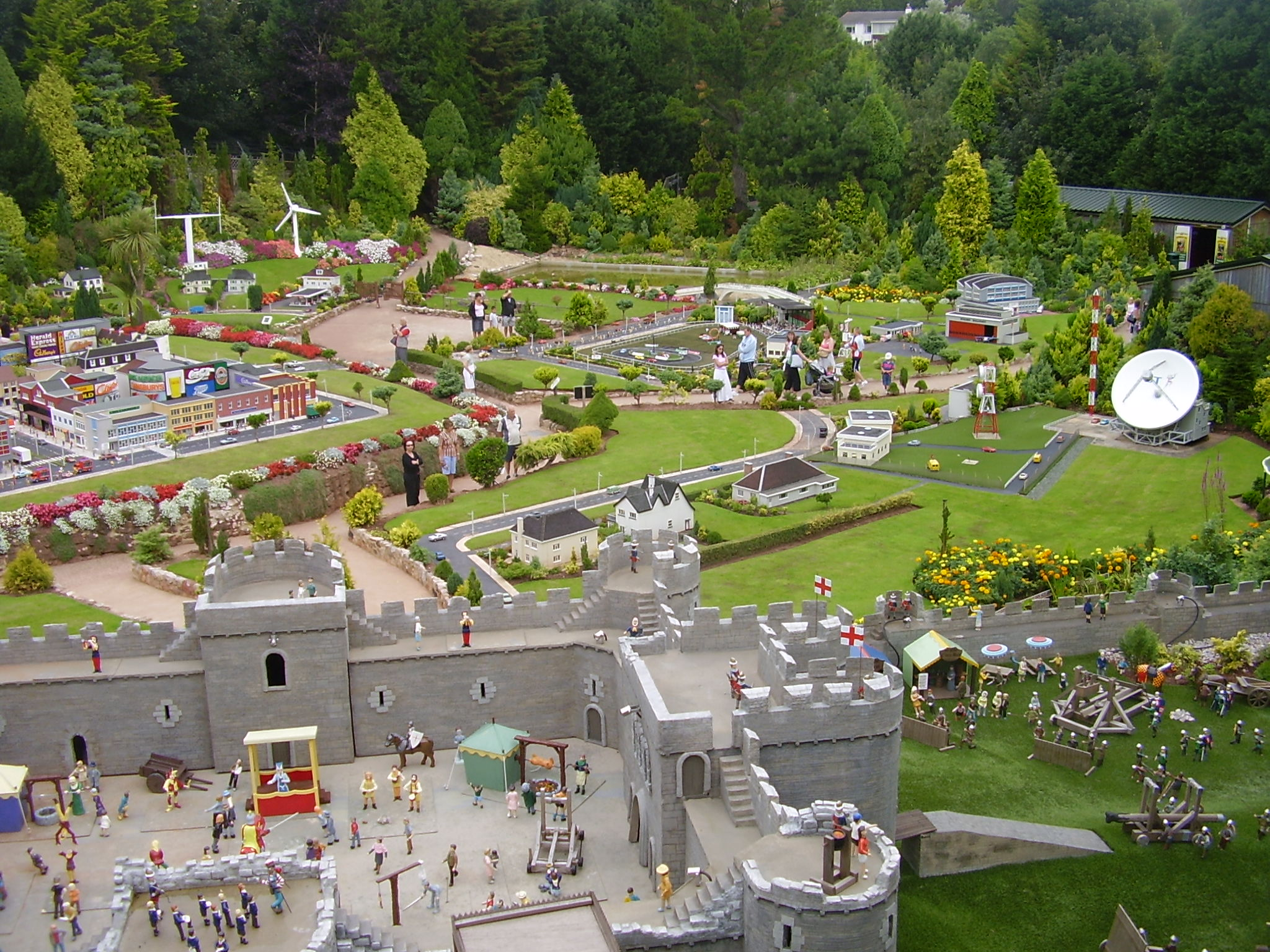
Vue générale en 2007.